# Éric Bergeron
Pour les articles homonymes, voir Bergeron.
Éric Bergeron, dit Bibo Bergeron, né à Paris le 14 juillet 1965, est un animateur, réalisateur et scénariste français. Il a notamment réalisé La Route d'Eldorado (2000), Gang de Requins (2004) et Un monstre à Paris (2011).

## Biographie

### Carrière
Après avoir suivi des études en arts graphiques au lycée d'arts appliqués Maximilien Vox, dans le 6ᵉ arrondissement de Paris, il se perfectionne en cinéma d'animation à l'école Gobelins, de 1983 à 1985.
En 1993, Bergeron fonde le studio d'animation Bibo Films en France. Il réalise en 2011 le film Un monstre à Paris, qu’il dédie à son père.
Éric Bergeron commence sa carrière en tant qu'assistant animateur pour des films français renommés tels que Astérix chez les Bretons,. l devient ensuite animateur sur le long métrage Astérix et le Coup du Menhir, avant d'être remarqué par les producteurs américains et anglais et de rejoindre l'équipe de Steven Spielberg à Londres pour Fievel au Far West.
Par la suite, il travaille comme superviseur d'animation sur diverses productions avant de fonder son propre studio d'animation, Bibo Films, à Paris en 1993.
Bergeron collabore avec de grands studios américains tels que Twentieth Century Fox, Walt Disney Animation Studios et MGM, et réalise de nombreuses publicités et séries d'animation pour la télévision. Il rejoint ensuite DreamWorks Animation, où il se distingue en tant que réalisateur avec des films tels que La Route d'Eldorado et Gang de Requins, ce dernier obtenant une nomination à l'Oscar du meilleur film d'animation en 2005,,.
Il participe ensuite à plusieurs films à succès de DreamWorks Animation, tels que Sinbad : La Légende des sept mers, Souris City et Bee Movie : drôle d'abeille. Il revient en France en 2005 pour participer à des festivals internationaux d'animation et coproduire des projets tels que le court-métrage French Roast,.
En 2011, il écrit et réalise son premier film en France, Un Monstre à Paris, qui rencontre un succès et remporte plusieurs récompenses. Il réalise également le clip de la chanson La Seine, issu de la bande originale du film, récompensé aux Victoires de la Musique 2012.
En tant que parrain du festival d'animation Voix d'Étoiles,,en France entre 2006 et 2018, il est chargé de siéger au jury, de rechercher des comédiens et acteurs à inviter en tant qu'invités spéciaux, ainsi que de donner des masterclasses et des séances de dédicaces.
Depuis, Bergeron réalise des publicités pour des marques de renommée internationale comme Cartier,,,ainsi qu'un court-métrage de fiction intitulé Foudroyés en 2015. Il met également en scène une publicité pour Sea Hero Quest en 2016, récompensée aux Cannes Lions, 2016. En parallèle, il enseigne le concept visuel, et la mise en scène à l'école d'animation MOPA de Arles.

### Affaire judiciaire
Après une garde à vue fin 2019, Éric Bergeron est mis en examen pour harcèlement sexuel et viol début janvier 2020 dans le cadre d'une affaire liée à la production du film Un monstre à Paris, pour des faits (qu'il conteste) qui remonteraient à 2007 et auraient conduit au suicide en 2017 de la victime présumée,,,.

## Filmographie

### Réalisateur

#### Longs métrages
- 2000 : La Route d'Eldorado coréalisé avec Will Finn, David Silverman et Don Paul
- 2004 : Gang de requins coréalisé avec Vicky Jenson et Rob Letterman
- 2011 : Un monstre à Paris coscénarisé avec Stéphane Kazandjian

#### Courts métrages
- 2015 : Foudroyés[1]

- 2023 : Skipped
- 2024 : Horsing around

#### Clip Musical
- 2011 : La Seine de Vanessa Paradis et Matthieu Chedid.

#### Publicités
- 2013 : Winter Tale pour Cartier
- 2014 : Mango et le poisson bulle, Mango et la tortue de mer et Mango et le requin-marteau pour Selectour-Afat
- 2016 : Sea Hero Quest pour Deutsche Telekom/Saatchi & Saatchi London
- 2018 : Frubes pour Yoplait

### Animateur
- 1986 : Astérix chez les Bretons
- 1989 : Astérix et le Coup du menhir
- 1990 : Babar
- 1991 : Fievel au Far West
- 1992 : Les Aventures de Zak et Crysta dans la forêt tropicale de FernGully
- 1993 : Les Quatre Dinosaures et le Cirque magique
- 1995 : Dingo et Max
- 1996 : Charlie 2
- 1996 : Pinocchio

### Design de Personnages
- 2007 : Bee Movie : Drôle d'abeille

### Storyboardeur
- 2003 : Sinbad : La Légende des sept mers

- 2005 : Les Pingouins de Madagascar : Mission Noël !
- 2006 : Souris City
- 2013 : Lanfeust Quest

### Caricaturiste
- Depuis 2015 : Les Guignols

### Récompenses et nominations
2012 :
- Nomination au César du meilleur film d'animation[30] pour Un Monstre à Paris
- Nomination au Cesar de la meilleure musique originale[30] pour Un Monstre à Paris

2014 :
- Nomination au Annie Awards pour réalisation exceptionnelle en conception de personnage dans une production de long métrage d'animation pour Un Monstre à Paris[31]

### Discographie
1988 : Biboland (crédité Bibo),